# Îles Thormanby
Les îles Thormanby sont deux îles de la Sunshine Coast. Elles font partie des îles Gulf en Colombie-Britannique.

## Géographie
Elles sont divisées en île Nord et île Sud.

### île Nord
Située à 17 km à l'ouest de Sechelt, elle est connue pour ses plages de sable fin. Elle est très boisée.
La pointe sud de Thormanby-Nord est occupée par le parc provincial Buccaneer Bay (en).

### île Sud
Elle est plus rocailleuse que l'île Nord. Au Sud se situe le mont Seafield et au nord la colline Spy Glass. Au sud du mont Seafield il y a un grand lac. Le nord de l'île est difficile à la navigation.
Plusieurs îlots sont rattachés à l'île comme Pirate et Merry Island.
Très boisée, elle a des zones marécageuses. Elle comporte aussi une importante faune (cerfs, visons, ratons-laveurs, écureuils, tamias, oiseaux, castors, etc.). La région est bien connue pour sa pêche, surtout au saumon.
La pointe sud de Thormanby-Sud est occupée par le parc provincial Simson (en), établi en 1986.

## Histoire
Elles ont été nommées par George Henry Richards qui explora la zone en 1860, en l'honneur d'un cheval de ce nom qui remporta le Derby d'Epsom cette année-là.
Leurs premiers habitats datent de 1905 mais la présence de cairns sur l'île Sud semble démontrer qu'elles ont servi comme terrain de chasse depuis fort longtemps.